# East Meadow
East Meadow je městská část na Long Islandu v okresu Nassau County ve státě New York ve Spojených státech amerických. K roku 2010 zde žilo 38 132 obyvatel. S celkovou rozlohou 16,3 km² byla hustota zalidnění 2 300 obyvatel na km². Nachází se zde několik základní škol a dvě střední školy, East Meadow High School a W. Tresper Clarke High School.